# Luna park itinerante

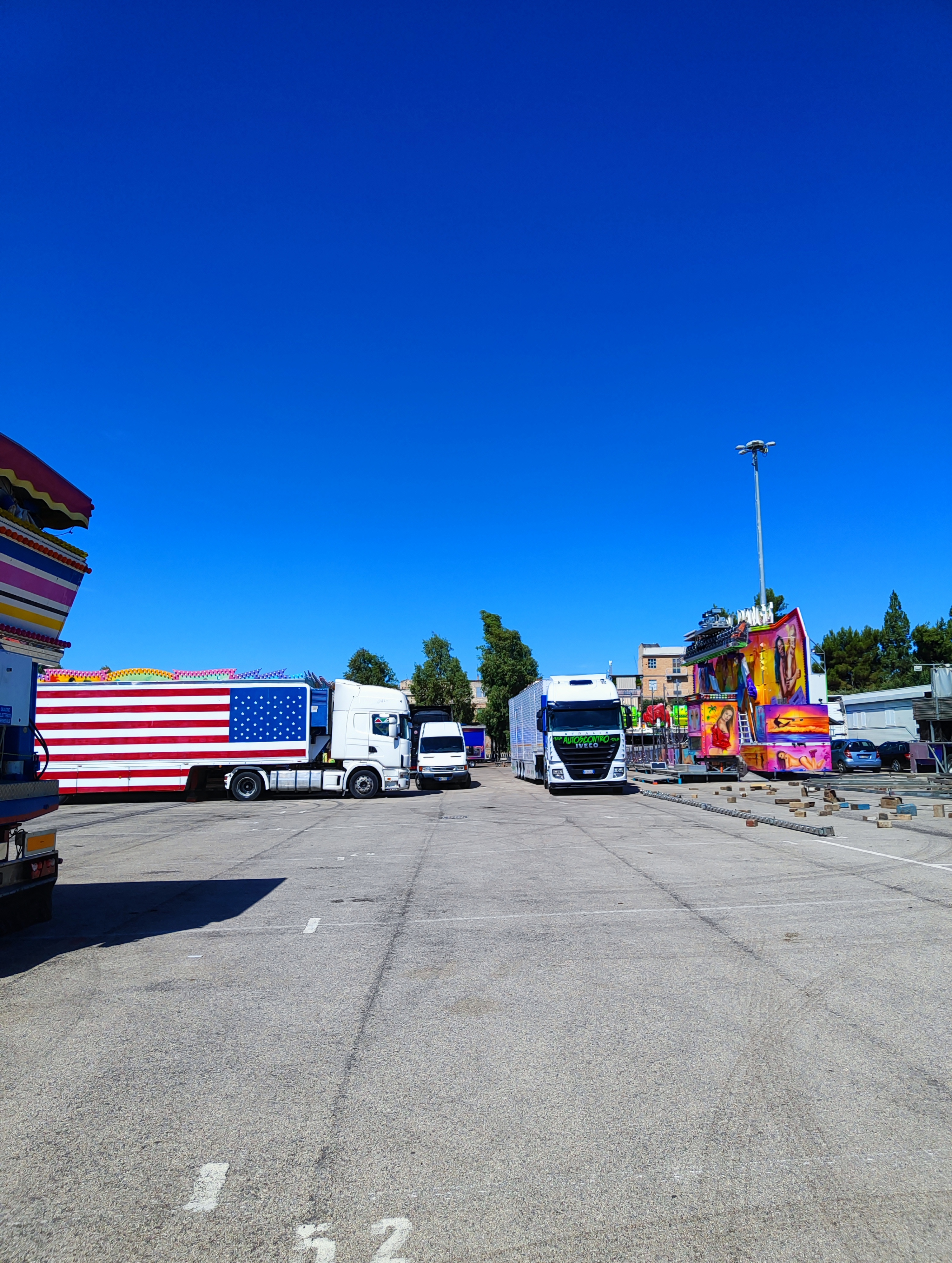
Il montaggio del tradizionale Luna Park di ferragosto a Lucera, in provincia di Foggia, per i festeggiamenti in onore di Santa Maria.

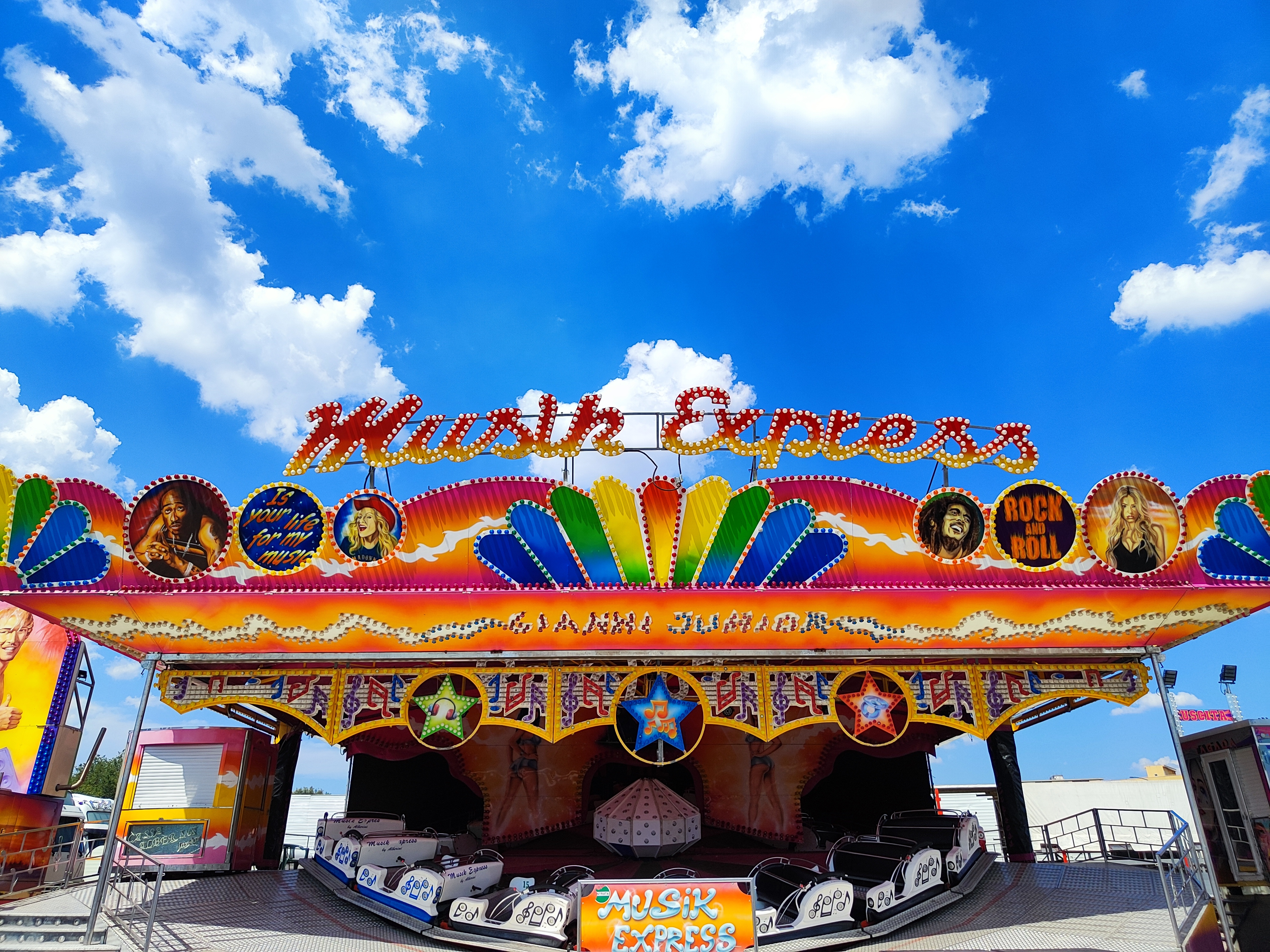
La giostra Musik Express della famiglia Alberini durante la Festa Patronale di Lucera, in provincia di Foggia.

Il Luna Park itinerante (detto anche Luna Park viaggiante o più comunemente le giostre o la fiera) è un luna park composto esclusivamente da attrazioni smontabili e trasportabili.
È una manifestazione itinerante, che rispetta un calendario annuale che segue quello delle popolari feste civili e religiose. Feste patronali, Carnevale e tanti momenti dell’anno sono caratterizzati dai luna park. Dai più grandi, a Genova e Torino, con oltre 150 attrazioni, a quelli presenti durante gli eventi più importanti in Puglia, Sicilia e Calabria il luna park raggiunge le località, grandi o piccole, dall’Alto Adige alla Sicilia, per portare questa forma di popolare divertimento in ogni località.

## Caratteristiche
Le caratteristiche di un luna park itinerante sono derivate tutte dalla mobilità, che ne determina il carattere temporaneo, variabile e locale.

### Temporaneità
Il luna park itinerante è temporaneo in quanto la durata dell'acquartieramento coincide con la durata dell'evento di cui il parco stesso sarà l'attrazione, tipicamente la festa patronale.
I luna park itineranti stabiliscono la loro attività soprattutto in caso di eventi festivi pubblici oppure fiere ed esibizioni di altro tipo. A volte non è necessaria un'occasione particolare, ma il parco viene stabilito per la particolare attrattiva del luogo in un dato periodo. È tipico l'esempio dei luna park nelle località balneari in estate.
Il periodo di attività del parco è deciso dalle autorità locali che invitano i giostrai in occasione di eventi locali. Accade anche che le carovane si muovono autonomamente richiedendo le dovute autorizzazioni nei luoghi e nei periodi ritenuti più opportuni per le loro attività.
La temporaneità del parco è quasi sempre ciclica, in quanto gli eventi che danno luogo all'allestimento del parco si ripetono ogni anno (festa patronale, stagione estiva) o periodicamente (ricorrenze temporali o stagionali).

### Variabilità
La composizione delle giostre e delle attrazioni cambia di volta in volta a seconda dei giostrai che partecipano all'evento.
Inoltre il luna park itinerante non è composto solamente da attrazioni e giostre, ma per buona parte anche da bancarelle e chioschi che vendono soprattutto cibi facilmente consumabili in piedi (cibo da strada). La composizione della carovana quindi non è rigida ma dipende dai giostrai e dagli ambulanti che si aggregano di volta in volta. A seconda della località spesso si aggregano al parco altri ambulanti che partecipano solo in alcune feste specifiche; ad esempio i venditori di arancini a Palermo o i venditori di torrone alla festa di Santa Maria Patrona a Lucera, in provincia di Foggia.

### Localismo
La fisionomia del parco dipende strettamente anche dalla località in cui viene allestito. Infatti gli imprenditori che partecipano al luna park variano da zona a zona con aggregazioni o defezioni a seconda del caso. Un esempio sono le attrazioni di dimensioni maggiori che non possono essere allestite ovunque oppure le aggregazioni di particolari espositori legati alle delizie gastronomiche tipiche del luogo. Indicativo è il fatto che spesso il nome del Luna Park itinerante indica il legame con la festa patronale come ad esempio la "Fiera di S. Anselmo" a Mantova, o il legame geografico come per la "Festa di Palazzolo" a Palazzolo Milanese.

## Attrazioni
La classica immagine di un luna park itinerante è dato dall'insieme di bancarelle, giostre, chioschi e padiglioni assiepate apparentemente in maniera disordinata in vasto spazio aperto generalmente destinato ad altro (parcheggio o piazza).
All'interno di questi luna park, vengono montate giostre di qualunque genere, dalle più piccole per bambini a quelle di grandi dimensioni per gli adulti. 

### Cibo
La maggior parte delle bancarelle presenti in un luna park itinerante vendono cibo, soprattutto dolci. Il cibo venduto è o preparato al momento con attrezzature mobili (ad esempio lo zucchero filato) oppure si tratta di prodotti confezionati a lunga scadenza (ad esempio i croccanti). Ad ogni modo, il "cibo da luna park" è caratteristico proprio per le sue peculiarità: si tratta di cibi molto dolci e colorati che attirano l'attenzione soprattutto dei bambini. Un breve e non esaustivo elenco, oltre ai già citati zucchero filato e croccanti, include:
- caramelle e lecca lecca
- torrone
- hot dog
- frittelle
- krapfen
- brigidini
- pop corn

A seconda della località dove si è acquartierato il parco, ci saranno altri cibi di strada. Ad esempio, gli arancini in Sicilia o le pizzette fritte in Campania.

## Principali Luna Park itineranti in Italia
Nell’elenco che segue sono inclusi esclusivamente i Luna Park itineranti più grandi d’Italia, suddivisi per regione. Questi parchi divertimento mobili, noti per le loro attrazioni e per l’ampia affluenza di pubblico, fanno tappa nelle principali località a seconda degli eventi e delle feste programmate in un determinato periodo.
Abruzzo
- L'Aquila
- Montesilvano - Luna Park Adriatico

Basilicata
- Lavello - Festa di San Mauro Vescovo
- Matera - Festa della Bruna

Calabria
- Crotone - Festa della Madonna di Crotone
- Reggio Calabria - Festa della Madonna della Consolazione

Campania
- Caserta
- Salerno

Emilia-Romagna
- Ferrara
- Modena - Emilia Park

Friuli Venezia Giulia
- Udine - Luna Park d'autunno

Lazio
- Viterbo - Festa di Santa Rosa

Liguria
- Genova - Summer/Winter Park

Lombardia
- Bergamo
- Cremona - Fiera di San Pietro
- Desenzano del Garda - Luna Park estivo
- Legnano - Fiera dei morti
- Luino
- Mantova - Festa di Sant'Anselmo
- Pavia - Fiera di Pavia
- Varese

Marche
- Civitanova Marche - Luna Park estivo

Molise
- Campobasso - Corpus Domini
- Termoli - Festa di San Basso

Piemonte
- Arona - Luna Park del Tredicino
- Torino

Puglia
- Andria - Festa di San Riccardo e di Maria SS. dei Miracoli
- Barletta - Festa della Madonna dello Sterpeto
- Cerignola - Festa di Maria SS. di Ripalta
- Lecce - Festa di Sant'Oronzo
- Lucera - Festa di Santa Maria Patrona
- Manfredonia - Festa di Maria SS. di Siponto
- Martina Franca - Festa di San Martino e Santa Comasia
- San Severo - Festa del Soccorso

Sardegna
- Cagliari - Wonderland

Sicilia
- Palermo - Fiera Palagiotto

Toscana
- Pontedera - Fiera di San Luca
- Prato

Trentino-Alto Adige
- Bolzano

Umbria
- Perugia - I Baracconi
- Terni - Le Carrozzelle

Valle d'Aosta
- Aosta

Veneto
- Bibione - Luna Park Adriatico
- Mestre - Mes3land
- Treviso
- Vicenza

## Principali Luna Park itineranti all'estero
- Fiere di Hamburger Dom ad Amburgo (Germania)